# Jeugny
Jeugny ist eine französische Gemeinde mit 462 Einwohnern (Stand 1. Januar 2022) im Département Aube in der Region Grand Est. Sie gehört zum Arrondissement Troyes und zum Kanton Les Riceys.

## Geografie
Die Gemeinde Jeugny liegt an der Mogne, einem kleinen Nebenfluss des Hozain, etwa 20 Kilometer südlich von Troyes. Zwei Drittel des Gemeindegebietes bestehen aus Wald (Forêt de Jeugny). Durch das Gebiet der Gemeinde führt die Trasse der 1996 stillgelegten Bahnlinie von Troyes nach Saint-Florentin.
Nachbargemeinden von Jeugny sind Machy im Norden, Maupas und La Vendue-Mignot im Nordosten, Les Loges-Margueron im Südosten, La Loge-Pomblin im Süden, Saint-Phal im Südwesten, Fays-la-Chapelle im Westen sowie Crésantignes im Nordwesten.

## Geschichte
Zwischen 1900 und 1910 gründete André Ouvre ein Sägewerk in Jeugny, später unter dem Namen S.A.R.L. scierie de Jeugny firmierend. 1996 wurde das zuletzt 30 Arbeitnehmer beschäftigende Sägewerk geschlossen. Eine Attraktion vor dem Sägewerk in der Rue de la Gare war eine Dampfmaschine mit Fliehkraftregler und gusseisernem Schwungrad. Die Maschine ohne Kessel wurde zu Demonstrationszwecken durch einen kleinen Elektromotor in Bewegung gesetzt. Mit Schließung des Betriebes und der Bahnlinie wurde die Dampfmaschine in den Freizeitpark Nigloland nach Dolancourt verbracht.

### Bevölkerungsentwicklung
| Jahr      | 1962 | 1968 | 1975 | 1982 | 1990 | 1999 | 2007 | 2016 |
| Einwohner | 315  | 324  | 261  | 325  | 368  | 387  | 449  | 499  |

## Sehenswürdigkeiten
- 1865 errichtete Kirche Saint-Barthélemy mit einer aus dem gleichen Jahr stammenden Orgel[3]